# Hydractinia humilis
Hydractinia humilis är en nässeldjursart som beskrevs av Bonnevie 1898. Hydractinia humilis ingår i släktet Hydractinia och familjen Hydractiniidae. Arten har ej påträffats i Sverige. Inga underarter finns listade i Catalogue of Life.